# Бретт Емертон
Бретт Емертон (англ. Brett Michael Emerton; 22 лютого 1979; Сідней, Австралія) —колишній австралійський футболіст, півзахисник. Гравець збірної Австралії, відомий виступами за футбольний клуб «Блекберн Роверз».
У 2002 році став футболістом року в Океанії, займає 5-те місце за кількістю виступів за національну збірну.

## Титули і досягнення
- Володар Кубка УЄФА (1):

«Феєнорд»: 2001/02
- Переможець Юнацького чемпіонату ОФК: 1995
- Переможець Молодіжного чемпіонату ОФК: 1997
- Володар Кубка націй ОФК: 2000, 2004
- Срібний призер Кубка Азії: 2011